# Bajla Gertner
Bajla Gertner znana również jako Bela Gertner lub Belka Gertner (ur. 1929 w Ostrowcu, zm. 4 lipca 1946 w Kielcach) – polska autorka wierszy pochodzenia żydowskiego, więźniarka niemieckich obozów koncentracyjnych podczas II wojny światowej, po wojnie jedna z ofiar tzw. pogromu kieleckiego.  

## Życiorys
Była córką Izraela Daniela i Rywki.

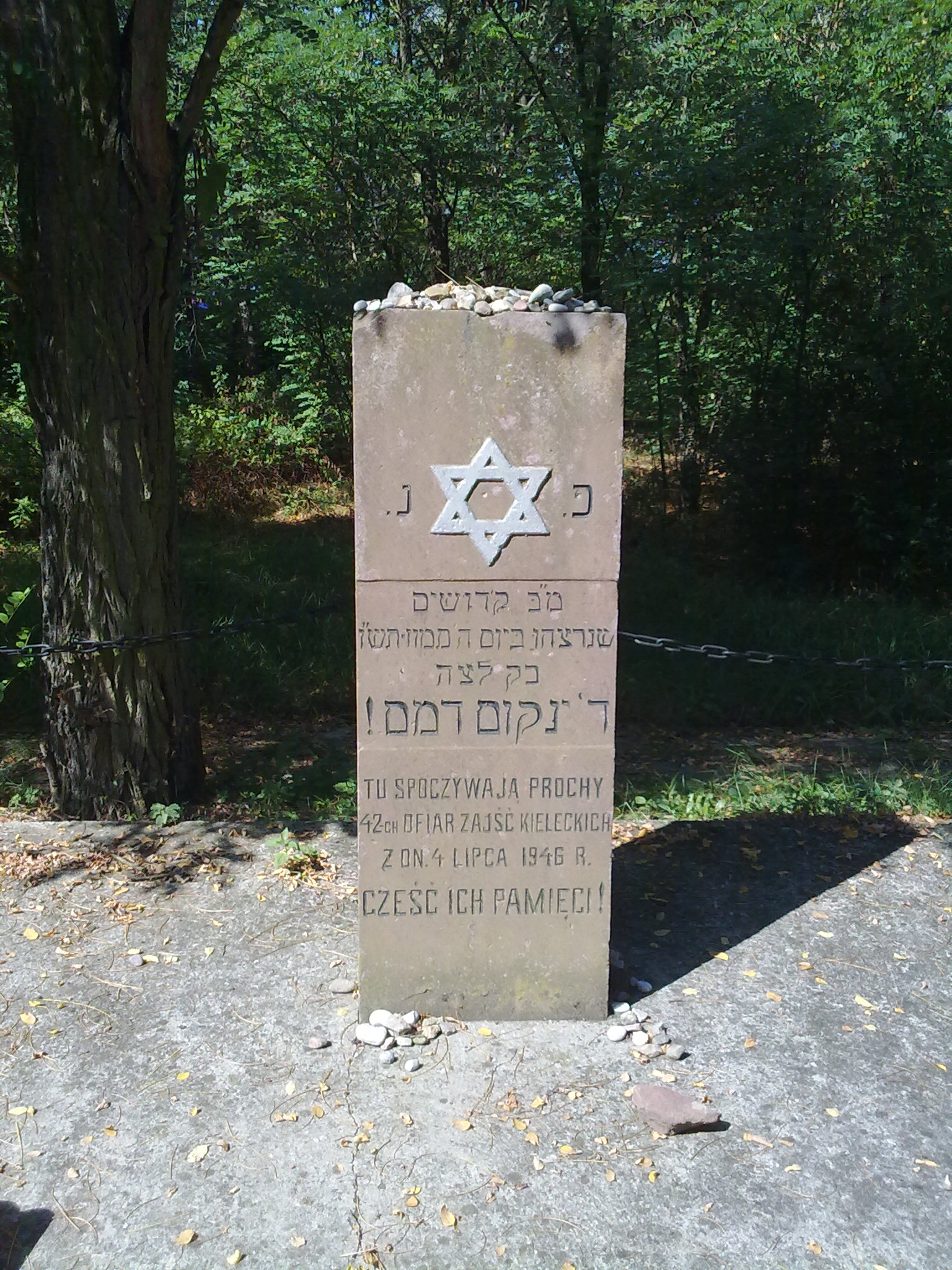
Grób ofiar pogromu na kieleckim cmentarzu żydowskim

W czasie okupacji niemieckiej zginęli jej rodzice oraz starszy brat Aba Gertner, który zginął w powstaniu w getcie warszawskim, walcząc na terenie szopów Toebbensa-Schultza. Według Rubina Katza, Bela była jedynym członkiem swojej rodziny, który przeżył wojnę. Bajla Gertner była więźniarką obozu koncentracyjnego Auschwitz-Birkenau nr A-16910.
Po wojnie zamieszkała w kibucu partii „Ichud”, który mieścił się na trzecim piętrze budynku przy ul. Planty 7 w Kielcach, w ramach którego jego mieszkańcy szykowali się do osadnictwa w Palestynie). Według wspomnień nauczyciela i wychowawcy w kibucu Raphaela Blumenfelda, Bela była zaangażowana w życie kibucu i redagowała jego cotygodniowy biuletyn afiszowy. Według wspomnień Blumenfelda pisała również wiersze i rymowanki. Była nieśmiałą, introwertyczną nastolatką, zawsze zamyśloną, która mimo to była bardzo zainteresowana społecznymi działaniami kibucu. 
Zginęła zamordowana w trakcie tzw. pogromu kieleckiego w dniu  4 lipca 1946 wraz z czworgiem innych mieszkańców kibucu. Zgodnie z jednym z przekazów została wyrzucona przez okno na ulicę. Sekcja wykazała: złamania kości czaszki z przemieszczeniem, liczne rany cięte głowy, w szczęce górnej prawdopodobnie wybite jedynka i dwójka, obrażenia zadane narzędziem twardym tępokrawędzistym.

## Upamiętnienie
Bela Gertner jest bohaterką wiersza Jacka Podsiadły pt. Słup ze słów. Wiersz ukazał się początkowo w Gazecie Wyborczej i Książkach. Magazynie do Czytania, a następnie w tomiku wierszy Podsiadły pt. Podwójne wahadło. Dyskusję na temat wiersza podejmowali na łamach Gazety Wyborczej – Joanna Tokarska-Bakir i Juliusz Kurkiewicz w artykule Co Polacy zrobili Żydom? Wyjątkowy wiersz Podsiadły. Ten jeden, którego Miłosz nie napisał oraz Marta Tomczok, Karolina Koprowska, Jacek Leociak, Bożena Keff, Piotr Sadzik i Jan Potkański w artykule Wiersz „Słup ze słów” Jacka Podsiadły na łamach Magazynu Wizje. Wiersz ten w aranżacji muzycznej nagrał Jacek Kleyff.
Bela Gertner była również bohaterką warsztatów organizowanych przez Stowarzyszenie im. Jana Karskiego. Postać Beli pojawiła się także w sztuce pt.  1946 poświęconej wydarzeniom pogromu kieleckiego i wystawionej w 2017 na deskach Teatru im. Stefana Żeromskiego w Kielcach w reżyserii Remigiusza Brzyka.